# اسپرینگ‌فیلد (نیویورک)
اسپرینگ‌فیلد (به انگلیسی: Springfield) یک منطقهٔ مسکونی در ایالات متحده آمریکا است که در شهرستان آتسگو، نیویورک واقع شده‌است. اسپرینگ‌فیلد ۱۱۷٫۸۶ کیلومتر مربع مساحت و ۱٬۳۵۸ نفر جمعیت دارد و ۴۰۳ متر بالاتر از سطح دریا واقع شده‌است.